# Амброш, Клаус
Клаус Амброш (нем. Klaus Ambrosch; род. 23 мая 1973, Книттельфельд, Штирия) — австрийский легкоатлет, специалист по многоборьям. Выступал за сборную Австрии по лёгкой атлетике в 1996—2003 годах, многократный победитель и призёр первенств национального значения, участник летних Олимпийских игр в Сиднее.

## Биография
Клаус Амброш родился 23 мая 1973 года в городе Книттельфельд, Австрия.
Занимался лёгкой атлетикой в Зальцбурге, проходил подготовку в местном клубе Union Salzburg.
Впервые заявил о себе в десятиборье на международном уровне в сезоне 1996 года, когда занял 24-е место на домашнем турнире Hypo-Meeting в Гётцисе.
В 1998 и 1999 годах становился чемпионом Австрии в десятиборье. В это время учился в Аризонском университете в США — состоял в университетской легкоатлетической команде, неоднократно принимал участие в различных студенческих соревнованиях, в частности в 1999 году выигрывал чемпионат первого дивизиона Национальной ассоциации студенческого спорта в десятиборье.
Благодаря череде удачных выступлений удостоился права защищать честь страны на летних Олимпийских играх 2000 года в Сиднее — набрал в сумме всех дисциплин десятиборья 7917 очков и расположился в итоговом протоколе соревнований на 18-й строке.
После сиднейской Олимпиады Амброш остался в составе легкоатлетической команды Австрии и продолжил принимать участие в крупнейших международных стартах. Так, в 2001 году он с личным рекордом в 8122 очка стал шестым на Hypo-Meeting, отметился выступлением на чемпионате мира в Эдмонтоне, показал девятый результат на международном турнире Décastar во Франции, был седьмым на летней Универсиаде в Пекине.
В 2002 году в семиборье занял 12-е место на домашнем чемпионате Европы в помещении в Вене. В десятиборье вновь одержал победу на чемпионате Австрии, показал девятый результат в личном зачёте на Кубке Европы по легкоатлетическим многоборьям в Быдгоще, стал двенадцатым на чемпионате Европы в Мюнхене.
В 2003 году был пятым на Hypo-Meeting.
В 2005 и 2007 годах становился чемпионом Австрии в метании копья.